# Sancha Sánchez di Navarra
Sancha Sánchez (Sancha in spagnolo, asturiano, aragonese, portoghese e galiziano; Sança, in catalano; Antsa in basco; inizi del X secolo – 955) fu regina consorte di León dal 923 al 924 contessa consorte di Álava dal 924 al 931 e contessa consorte di Castiglia dal 932 al 955.

## Origine
Sancha era figlia, secondo il codice di Roda del re di Pamplona, Sancho I Garcés e di Toda di Navarra,, la figlia di Aznar Sánchez, signore di Larraun e di Oneca Fortúnez, la figlia del Re di Pamplona, Fortunato Garcés e di Oria. 

Sancho I Garcés, secondo il codice di Roda, era il figlio primogenito del co-regnante e poi reggente di Pamplona García II Jiménez e della sua seconda moglie, Dadildis di Pallars, sorella del Conte di Ribagorza e di Pallars, Raimondo I, nipote del conte Raimondo I di Tolosa.

## Biografia
Sancha, nel febbraio del 923, aveva sposato, in prime nozze, sia secondo il codice di Roda, che, secondo la Cronaca di Sampiro il Re di León, Ordoño II, che, secondo il Chronicon de Sampiri era il figlio secondogenito del re delle Asturie, Alfonso III il Grande e di Jimena Garcés, (848-912)

Con questo matrimonio fu sancita un'alleanza León-Navarra, che sconfisse definitivamente le ambizioni della famiglia dei Banu Qasi per il controllo della valle dell'Ebro.

Suo marito, Ordoño II, morì nel gennaio 924, prima che, con un'altra controffensiva, l'emiro ʿAbd al-Raḥmān III arrivasse vittorioso a Pamplona, come riporta lo storico Rafael Altamira.

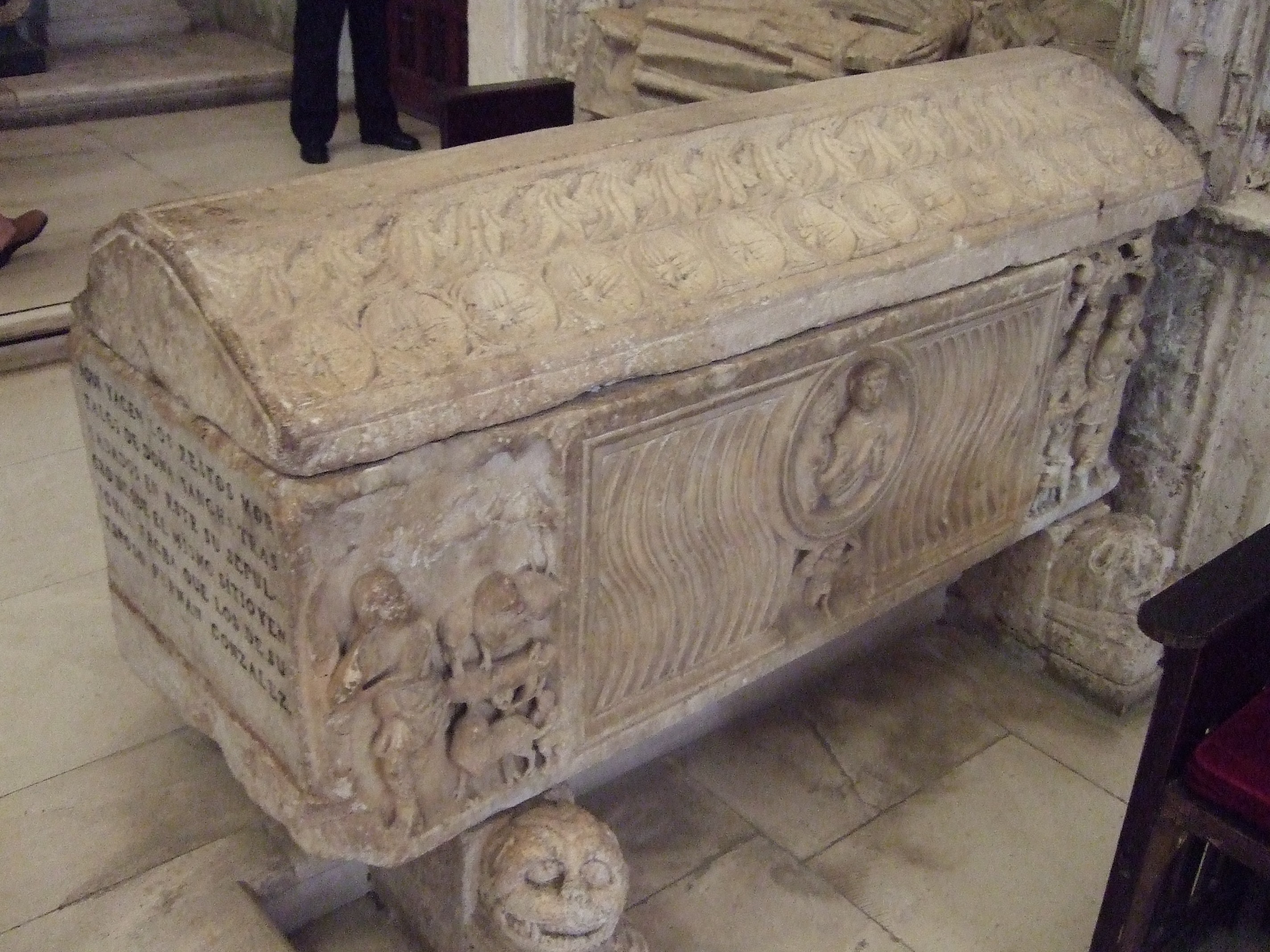
Tomba di Sancha Sanchez

Sancha rimasta vedova senza avergli dato nessun figlio, in quello stesso anno (924), sempre secondo il codice di Roda che la Cronaca di Sampiro, sposò, in seconde nozze, il conte di Álava, Álvaro Herraméliz, del quale rimase vedova nel 931, dopo avergli dato un figlio.
Nel 932, merito della buona politica matrimoniale perseguita dalla madre, Toda di Navarra, sempre secondo il codice di Roda che la Cronaca di Sampiro, in terze nozze, sposò il conte di Castiglia, Fernán González, divenendo così contessa di Castiglia.

Dai documenti risulta che Sancha fece diverse donazioni, assieme al marito:
- la prima di data incerta (Comes Ferdinandus Gundisalui et uxor mea Sancia) al Monastero di Santo Domingo de Silos[13].
- Una seconda ancora di data incerta, all'abbazia di Quirice di Los Ausines[14].
- altre due, fatte al Monastero di San Pedro de Cardeña, una del 935 e una del 941, ancora col marito e la suocera[14].
- altre due al monastero di San Millán de la Cogolla, ancora col marito e i figli, il primo, documento n° 35, datato 945[15], ed il secondo, documento n° 43, datato 947[16].

Sancha, col marito fondò il monastero di San Pedro de Arlanza, come riporta Historia de la Catedral de Burgos.
Sancha morì nel 955 o prima perché nel documento n° 49 del Cartulario de San Millán de la Cogolla, datato dicembre 955 Il marito Fernan Gonzales viene citato con la seconda moglie, Urraca Garcés.

Il suo corpo fu inumato nel Monastero di San Pedro de Arlanza ad Hortigüela nella Provincia di Burgos e traslato nel 1841 alla Collegiata dei Santi Cosma e Damiano di Covarrubias, 40 km a sud-est di Burgos, assieme a quello del terzo marito, Fernán González.

## Figli
Sancha ad Álvaro Herraméliz, diede un figlio:
- Herramel Alvarez  (ca. 930- dopo il 988), citato in 3 documenti della Colección diplomática del monasterio de Celanova (842-1230). Vol. 2, datati 978, 986 e dicembre 988 (non consultati)[12].

Fernán González ∞ Sancha Sánchez di Pamplona ebbero sette figli:
_____________________|______________________________
```
 ↓      ↓    ↓     ↓    ↓      ↓     ↓
```

Gonzalo Sancho Munio García  Muniadona Urraca  Fronilde
- Gonzalo Fernández (ca. 935-959), citato nelle due donazioni fatte dai genitori al monastero di San Millán de la Cogolla, il documento n° 35, datato 945[15], ed il documento n° 43, datato 947[16];
- Sancho Fernández (ca. 936-956), citato nelle due donazioni fatte dai genitori al monastero di San Millán de la Cogolla, il documento n° 35, datato 945[15], ed il documento n° 43, datato 947[16];
- García Fernández (ca. 938-995), conte di Castiglia, come confermano gli Annales Complutense[19];
- Urraca di Castiglia (?-1007), nel 944, sposò l'erede al trono del León Ordoño III di León, rimasta vedova, nel 958, sposò il re del León, Ordoño IV di León, rimasta ancora vedova, nel 962, sposò l'erede al trono di Navarra, Sancho II Garcés di Navarra, citata nella Cronaca di Sampiro[7][20];
- Fronilde Fernández (?-1014), sposata con Rodanio Díaz, conte di Asturias de Santillana;
- Nuño Fernández (941-968), monaco a Cardeña;
- Muniadona Fernández (?-ca. 1015), contessa per il matrimonio con Gómez Díaz, figlio di Diego Muñoz de Saldaña, conde de Saldaña.

## Ascendenza
|                            |   |                  | Genitori |  |  | Nonni |  |  | Bisnonni        |  |  | Trisnonni             |  |
|                            |   |                  |          |  |  |       |  |  | Jimeno I Garcés |  |  | Garcia I di Guascogna |  |
|                            |   |                  |          |  |  |       |  |  | Jimeno I Garcés |  |  | Garcia I di Guascogna |  |
|                            |   | …                |          |  |  |       |  |  | Jimeno I Garcés |  |  |                       |  |
| García II Jiménez          |   |                  |          |  |  |       |  |  | Jimeno I Garcés |  |  |                       |  |
|                            |   | Sancho Garcés    | …        |  |  |       |  |  |                 |  |  |                       |  |
|                            |   | Sancho Garcés    | …        |  |  |       |  |  |                 |  |  |                       |  |
|                            |   | Sancho Garcés    | …        |  |  |       |  |  |                 |  |  |                       |  |
| Sancho I Garcés di Navarra |   | Sancho Garcés    |          |  |  |       |  |  |                 |  |  |                       |  |
|                            |   | …                | …        |  |  |       |  |  |                 |  |  |                       |  |
|                            |   | …                | …        |  |  |       |  |  |                 |  |  |                       |  |
|                            |   | …                | …        |  |  |       |  |  |                 |  |  |                       |  |
| Dadildis di Pallars        |   | …                |          |  |  |       |  |  |                 |  |  |                       |  |
|                            |   | …                | …        |  |  |       |  |  |                 |  |  |                       |  |
|                            |   | …                | …        |  |  |       |  |  |                 |  |  |                       |  |
|                            |   | …                | …        |  |  |       |  |  |                 |  |  |                       |  |
| Sancha Sánchez di Navarra  |   | …                |          |  |  |       |  |  |                 |  |  |                       |  |
|                            | … | …                |          |  |  |       |  |  |                 |  |  |                       |  |
|                            | … | …                |          |  |  |       |  |  |                 |  |  |                       |  |
|                            | … | …                |          |  |  |       |  |  |                 |  |  |                       |  |
| Aznar Sánchez              | … |                  |          |  |  |       |  |  |                 |  |  |                       |  |
|                            |   | …                | …        |  |  |       |  |  |                 |  |  |                       |  |
|                            |   | …                | …        |  |  |       |  |  |                 |  |  |                       |  |
|                            |   | …                | …        |  |  |       |  |  |                 |  |  |                       |  |
| Toda di Navarra            |   | …                |          |  |  |       |  |  |                 |  |  |                       |  |
|                            |   | Fortunato Garcés | …        |  |  |       |  |  |                 |  |  |                       |  |
|                            |   | Fortunato Garcés | …        |  |  |       |  |  |                 |  |  |                       |  |
|                            |   | Fortunato Garcés | …        |  |  |       |  |  |                 |  |  |                       |  |
| Onneca Fortúnez            |   | Fortunato Garcés |          |  |  |       |  |  |                 |  |  |                       |  |
|                            |   | …                | …        |  |  |       |  |  |                 |  |  |                       |  |
|                            |   | …                | …        |  |  |       |  |  |                 |  |  |                       |  |
|                            |   | …                | …        |  |  |       |  |  |                 |  |  |                       |  |
|                            |   | …                |          |  |  |       |  |  |                 |  |  |                       |  |

### Fonti primarie
- (LA)  Textos navarros del Códice de Roda Archiviato il 31 gennaio 2021 in Internet Archive..
- (LA)  Recueil des chartes de l'abbaye de Silos
- (LA)  Cartulario de San Millán de la Cogolla Archiviato il 27 febbraio 2023 in Internet Archive.
- (LA)  España sagrada. Volumen 14
- (LA)  #ES España Sagrada XXIII

### Letteratura storiografica
- Rafael Altamira, Il califfato occidentale, in L’espansione islamica e la nascita dell’Europa feudale, collana «Storia del mondo medievale», II volume, Milano, Garzanti, 1999  [1979],  pp. 477–515, SBN RAV0065639.
- (ES)  Historia de la Catedral de Burgos
- (ES)  Memorias de las reynas catholicas.